# Neanthophylax mirificus
Neanthophylax mirificus är en skalbaggsart som först beskrevs av Bland 1865.  Neanthophylax mirificus ingår i släktet Neanthophylax och familjen långhorningar.
Artens utbredningsområde är Costa Rica. Inga underarter finns listade i Catalogue of Life.